# Broughton Island (New South Wales)
Broughton Island är en ö i Australien. Den ligger i delstaten New South Wales, i den sydöstra delen av landet, omkring 170 kilometer nordost om delstatshuvudstaden Sydney. Arean är 1,1 kvadratkilometer. Genomsnittlig årsnederbörd är 1 560 millimeter. Den regnigaste månaden är februari, med i genomsnitt 280 mm nederbörd, och den torraste är oktober, med 51 mm nederbörd.